# Maria Anna di Schwarzenberg
Maria Anna di Schwarzenberg (25 dicembre 1706 – 12 gennaio 1755) fu una Margravina consorte di Baden-Baden.

## Biografia
Era la figlia di Adamo Francesco Carlo, III Principe di Schwarzenberg e della Principessa Eleonore di Lobkowicz. Sposò Luigi Giorgio, Margravio di Baden-Baden, il 18 marzo 1721. La sua futura suocera si recò a Vienna al fine di ottenere l'autorizzazione dall'imperatore Carlo VI. Il permesso fu concesso ed ella si sposò l'8 aprile 1721 al castello di Český Krumlov.

## Figli
- Elisabetta Augusta di Baden-Baden (16 marzo 1726 – 7 gennaio 1789), Principessa di Baden-Baden, sposò il 2 febbraio 1755 il Conte Michael Wenzel di Althann, senza figli;
- Carlo Luigi Damiano di Baden-Baden (25 agosto 1728 – 6 luglio 1734), Principe Ereditario di Baden-Baden, morì nell'infanzia;
- Giorgio Luigi di Baden-Baden (11 agosto 1736 – 11 marzo 1737), Principe Ereditario di Baden-Baden, morì nell'infanzia;
- Giovanna di Baden-Baden (28 aprile 1737 – 29 aprile 1737), Principessa di Baden-Baden, morì nell'infanzia.

## Albero genealogico
|                                                                             |                                                         |                                                         | Genitori                                                             |  |  | Nonni |  |  | Bisnonni                                                        |  |  | Trisnonni                                         |  |
|                                                                             |                                                         |                                                         |                                                                      |  |  |       |  |  | Giovanni Adolfo I di Schwarzenberg, I principe di Schwarzenberg |  |  | Adamo di Schwarzenberg, II conte di Schwarzenberg |  |
|                                                                             |                                                         |                                                         |                                                                      |  |  |       |  |  | Giovanni Adolfo I di Schwarzenberg, I principe di Schwarzenberg |  |  | Adamo di Schwarzenberg, II conte di Schwarzenberg |  |
|                                                                             |                                                         | Margaret Hartrad von Pallant zu Larochette und Möstroff |                                                                      |  |  |       |  |  | Giovanni Adolfo I di Schwarzenberg, I principe di Schwarzenberg |  |  |                                                   |  |
| Ferdinando Guglielmo Eusebio di Schwarzenberg, II principe di Schwarzenberg |                                                         |                                                         |                                                                      |  |  |       |  |  | Giovanni Adolfo I di Schwarzenberg, I principe di Schwarzenberg |  |  |                                                   |  |
|                                                                             |                                                         | Maria Justina von Starhemberg                           | Ludwig von Starhemberg                                               |  |  |       |  |  |                                                                 |  |  |                                                   |  |
|                                                                             |                                                         | Maria Justina von Starhemberg                           | Ludwig von Starhemberg                                               |  |  |       |  |  |                                                                 |  |  |                                                   |  |
|                                                                             |                                                         | Maria Justina von Starhemberg                           | Barbara von Herberstein                                              |  |  |       |  |  |                                                                 |  |  |                                                   |  |
| Adamo Francesco Carlo di Schwarzenberg, III principe di Schwarzenberg       |                                                         | Maria Justina von Starhemberg                           |                                                                      |  |  |       |  |  |                                                                 |  |  |                                                   |  |
|                                                                             |                                                         | Johann Ludwig von Schultz, conte di Schultz             | Karl Ludwig Ernst von Schultz, conte di Schultz                      |  |  |       |  |  |                                                                 |  |  |                                                   |  |
|                                                                             |                                                         | Johann Ludwig von Schultz, conte di Schultz             | Karl Ludwig Ernst von Schultz, conte di Schultz                      |  |  |       |  |  |                                                                 |  |  |                                                   |  |
|                                                                             |                                                         | Johann Ludwig von Schultz, conte di Schultz             | Elisabetta di Hohenzollern-Sigmaringen                               |  |  |       |  |  |                                                                 |  |  |                                                   |  |
| Maria Anna von Schultz                                                      |                                                         | Johann Ludwig von Schultz, conte di Schultz             |                                                                      |  |  |       |  |  |                                                                 |  |  |                                                   |  |
|                                                                             |                                                         | Maria Elisabeth von Koenigsegg-Aulendorf                | Johann Georg von Koenigsegg-Aulendorf, conte di Koenigsegg-Aulendorf |  |  |       |  |  |                                                                 |  |  |                                                   |  |
|                                                                             |                                                         | Maria Elisabeth von Koenigsegg-Aulendorf                | Johann Georg von Koenigsegg-Aulendorf, conte di Koenigsegg-Aulendorf |  |  |       |  |  |                                                                 |  |  |                                                   |  |
|                                                                             |                                                         | Maria Elisabeth von Koenigsegg-Aulendorf                | Eleonore von Hohenems                                                |  |  |       |  |  |                                                                 |  |  |                                                   |  |
| Maria Anna di Schwarzenberg                                                 |                                                         | Maria Elisabeth von Koenigsegg-Aulendorf                |                                                                      |  |  |       |  |  |                                                                 |  |  |                                                   |  |
|                                                                             | Wenzel Eusebius von Lobkowicz, II principe di Lobkowicz | Zdenek Adalbert von Lobkowicz, I principe di Lobkowicz  |                                                                      |  |  |       |  |  |                                                                 |  |  |                                                   |  |
|                                                                             | Wenzel Eusebius von Lobkowicz, II principe di Lobkowicz | Zdenek Adalbert von Lobkowicz, I principe di Lobkowicz  |                                                                      |  |  |       |  |  |                                                                 |  |  |                                                   |  |
|                                                                             | Wenzel Eusebius von Lobkowicz, II principe di Lobkowicz | Polyxena von Pernstein                                  |                                                                      |  |  |       |  |  |                                                                 |  |  |                                                   |  |
| Ferdinand August von Lobkowicz, III principe di Lobkowicz                   | Wenzel Eusebius von Lobkowicz, II principe di Lobkowicz |                                                         |                                                                      |  |  |       |  |  |                                                                 |  |  |                                                   |  |
|                                                                             |                                                         | Sofia Augusta del Palatinato-Sulzbach                   | Augusto del Palatinato-Sulzbach                                      |  |  |       |  |  |                                                                 |  |  |                                                   |  |
|                                                                             |                                                         | Sofia Augusta del Palatinato-Sulzbach                   | Augusto del Palatinato-Sulzbach                                      |  |  |       |  |  |                                                                 |  |  |                                                   |  |
|                                                                             |                                                         | Sofia Augusta del Palatinato-Sulzbach                   | Edvige di Holstein-Gottorp                                           |  |  |       |  |  |                                                                 |  |  |                                                   |  |
| Eleonore von Lobkowicz                                                      |                                                         | Sofia Augusta del Palatinato-Sulzbach                   |                                                                      |  |  |       |  |  |                                                                 |  |  |                                                   |  |
|                                                                             |                                                         | Guglielmo di Baden-Baden, margravio di Baden-Baden      | Edoardo Fortunato di Baden-Baden, margravio di Baden-Baden           |  |  |       |  |  |                                                                 |  |  |                                                   |  |
|                                                                             |                                                         | Guglielmo di Baden-Baden, margravio di Baden-Baden      | Edoardo Fortunato di Baden-Baden, margravio di Baden-Baden           |  |  |       |  |  |                                                                 |  |  |                                                   |  |
|                                                                             |                                                         | Guglielmo di Baden-Baden, margravio di Baden-Baden      | Maria van Eicken                                                     |  |  |       |  |  |                                                                 |  |  |                                                   |  |
| Anna Maria di Baden-Baden                                                   |                                                         | Guglielmo di Baden-Baden, margravio di Baden-Baden      |                                                                      |  |  |       |  |  |                                                                 |  |  |                                                   |  |
|                                                                             |                                                         | Maria Maddalena di Oettingen-Baldern                    | Ernesto di Oettingen-Baldern                                         |  |  |       |  |  |                                                                 |  |  |                                                   |  |
|                                                                             |                                                         | Maria Maddalena di Oettingen-Baldern                    | Ernesto di Oettingen-Baldern                                         |  |  |       |  |  |                                                                 |  |  |                                                   |  |
|                                                                             |                                                         | Maria Maddalena di Oettingen-Baldern                    | …                                                                    |  |  |       |  |  |                                                                 |  |  |                                                   |  |
|                                                                             |                                                         | Maria Maddalena di Oettingen-Baldern                    |                                                                      |  |  |       |  |  |                                                                 |  |  |                                                   |  |